# Ytri-Rangá
Die  Ytri-Rangá (isl. äußere Rangá) ist ein Fluss im Süden Islands. Sie ist ein beliebter Angelfluss für Lachse.

## Verlauf
Die Ytri-Rangá  entspringt nördlich der Hekla und ist über 55 km lang. Knapp 10 km südlich der Ortschaft Hella fließt sie mit dem Fluss Þverá zusammen, die sich zuvor mit der Eystri-Rangá vereinigt hat. Ab dem Zusammenfluss von Þverá und Ytri-Rangá heißt der Fluss Hólsá und fließt nach 11 km ins Meer.